# Université de La Salle (Bogota)
Pour les articles homonymes, voir La Salle.
L'université de La Salle est une université privée catholique, fondée en 1964 par les Frères des écoles chrétiennes, située à Bogota. Elle est constituée de huit facultés (sciences administratives et comptables, sciences de l'éducation, sciences de la santé, sciences économiques et sociales, sciences de l'habitat, philosophie et humanités, sciences de l'agriculture et de l'élevage, ingénierie) et de deux départements (sciences de base et formation lasallienne).